# 松生秀二
松生 秀二（まつおい ひでじ　1941年（昭和16年）5月7日 - ）は、日本の映画監督。北海道出身。日本大学藝術学部中退。日本映画監督協会会員、日本アカデミー賞協会会員。劇団三松座演出家。BMCエンタープライズ特別講師。

## 来歴
大映テレビ、円谷プロ、東京映画等で助監督を経て1970年「あなたはいない」でテレビドラマ監督デビュー。「あばれはっちゃくシリーズ」などを経て、1980年代後半以降は東海テレビ制作昼の帯ドラマを手掛け、多数のヒット作を演出・プロデュースする。
一時期、フジテレビの「めざましテレビ」でレポーターを担当していた松生めぐみは長女である。

## 主な演出作品
※（P）はプロデューサー兼務作品
- 1970年…あなたはいない（デビュー作）
- 1974年-1975年…わたしは女
- 1979年-1985年…あばれはっちゃく
- 1986年…愛の嵐
- 1987年…なかなか!ドジラんぐ
- 1988年…華の嵐
- 1990年…ラストダンス
- 1991年…雪の蛍
- 1992年…愛の祭（P）
- 1993年…花の咲く家（P）
- 1994年…愛の天使
- 1995年…指輪（P）
- 1997年…氷炎 死んでもいい
- 1997年 - 2000年…はるちゃんシリーズ（P）
- 2005年…聞かせてよ愛の言葉を
- 2007年…絆

## 監督作品
Vシネマ
- 女豹 灼熱のスナイパー（1996年、主演：葉多朋子）
- 極道仁義 浪花の龍（2001年、主演：新藤栄作）
- 実録・大日本平和会 極道 平田勝市（2005年、主演：宅麻伸）
- 白竜 シリーズ（主演：白竜）
- 大強盗 ギャングな奴ら（2010年、主演：松方弘樹）